# Dostojevskaja
Dostojevskaja (ryska: Достоевская) är en tunnelbanestation på Ljublinsko–Dmitrovskaja-linjen i Moskvas tunnelbana.
Stationen öppnades tillsammans med Marina Rosjtja den 19 juni 2010 i en förlängning av linjen norrut. Båda stationerna ligger 60 meter under marken och är därmed bland de djupaste i systemet. Dostojevskaja är av konstruktionstypen pelar/vägg-station. 